# Grazie zia
Grazie zia è un film del 1968 diretto da Salvatore Samperi, all'esordio nella regia.

## Trama

Lisa Gastoni e Lou Castel

Il giovane Alvise, figlio di un ricco industriale della provincia veneta, rifiuta di assumere il proprio ruolo prestabilito nella società, sulle orme del padre, fingendo una paralisi alle gambe che i medici credono essere di origine psicosomatica. A causa di una lunga assenza dei genitori, in viaggio all'estero, viene affidato alle cure della zia materna Lea, medico di professione, con cui il ragazzo ha sempre avuto un buon rapporto, nella speranza che almeno lei riesca ad ottenere qualche miglioramento.
Durante la loro convivenza nella sua isolata villa di campagna, la donna non solo non viene esasperata come gli altri dai comportamenti nevrotici ed imprevedibili del nipote, ma ne viene progressivamente catturata e quello che all'inizio è un comprensibile sentimento protettivo materno scivola progressivamente, stimolato dalle provocazioni del ragazzo, verso un contorto sentimento di attrazione e dipendenza, a danno della relazione di lunga data con il giornalista di sinistra Stefano.
Sopraffatta da questo rapporto morboso, Lea finisce per trascurare completamente la sua vita al di fuori di quella casa. Alvise coinvolge irresistibilmente la zia in un crescendo di giochi sadomasochistici, che culminano, com'era nelle sue intenzioni,  nel sesso e nella morte: quando le chiede di ucciderlo, la donna accetta senza alcuna esitazione di iniettargli in vena una sostanza letale.

## Produzione
Per il ruolo di protagonista era stata inizialmente individuata l'attrice francese Annie Girardot che però rifiutò la parte, poi accettata da Lisa Gastoni.
(Lisa Gastoni)

## Colonna sonora
La colonna sonora del film è stata composta da Ennio Morricone e comprende anche l'impegnata Filastrocca vietnamita, scritta da Sergio Endrigo, e il cantilenante tema musicale Guerra e pace pollo e brace, che punteggia l'intero film.

## Distribuzione
Grazie zia faceva parte della selezione ufficiale del Festival di Cannes 1968, edizione interrotta dai moti studenteschi del Maggio francese.

## Critica
Alberto Pezzotta fa notare come il film sia generalmente associato al genere della commedia erotica all'italiana (ci fu un film che rientrò in questo filone avente un titolo simile: Grazie... nonna), tanto che il suo titolo è diventato sinonimo di erotismo pruriginoso, ma si tratti in realtà di un esempio del cinema arrabbiato della fine degli anni sessanta, un dramma psicologico incentrato su un rapporto incestuoso e autodistruttivo che rappresenta la radicale ribellione al sistema e alla famiglia borghese.
Secondo Paolo Mereghetti il film riprende e aggiorna i temi di un'altra opera prima di quegli anni, I pugni in tasca (1965) di Marco Bellocchio, di cui ripropone il protagonista, Lou Castel, in un analogo ruolo di estremo contestatore. Nel ruolo della sensuale zia, Lisa Gastoni ottenne un grande successo, che rilanciò la sua carriera, imponendola come icona erotica del cinema d'autore.

## Riconoscimenti
- 1968 - David di Donatello
  - Targa d'oro a Lisa Gastoni
- 1969 - Nastro d'argento
  - Migliore fotografia in bianco e nero